# 植物化学
植物化学（英語：phytochemistry）严格地来说是对植物化学成分的研究。这些化合物取自植物。在更狭义的层面上，这个术语常被用于描述存在于植物中的大量的多种次级代谢化合物(次級代謝產物)。已知其中有许多化学物质可为植物提供保护以防昆虫的攻击以及抗植物病害。食用植物中的植物化学物质通常在人类生物学中起作用，并且在许多情况下具有健康益处。在植物中发现的化合物有很多种，但大多数属于四种主要的生物化学类别，生物碱，糖苷，多酚，和萜烯。
植物化学可以被认为是植物学或化学的子领域。 在民族植物学的帮助下，可以在植物园或野外进行活动。 该学科的应用可以用于药理学，或新药的发现，或作为植物生理学研究的辅助。

## 技术
在植物化学领域常用的技术或工艺有：天然产物的萃取、分离与构造确定（MS、一维与二维核磁共振）以及许多色谱法技术（中压液相色谱法、高效液相色谱法、液质联用）。

## 组成元素
主要构成植物的简单化学元素列表——碳、氧、氢、钙、磷等——与动物、真菌甚至是细菌的类似列表是相差无几的。植物的基本原子成分对于所有生命来说是相同的；只是他们之间组合在一起的细节有所不同而已。
下表列出了对植物来说必需的基本的化学元素营养素，并概括了在植物中的用处。
| 元素 | 摄取形式  | 注释                               |
| 氮   | NO3– NH4+ | 核酸、蛋白质、激素等               |
| 氧   | O2 H2O    | 多种有机物                         |
| 碳   | CO2       | 多种有机物                         |
| 氢   | H2O       | 多种有机物                         |
| 钾   | K+        | 在蛋白质合成、水平衡等中作为辅因子 |
| 钙   | Ca2+      | 生物膜的合成与稳定性               |
| 镁   | Mg2+      | 组成叶绿素的必需元素               |
| 磷   | H2PO4–    | 核酸、磷脂、ATP等                  |
| 硫   | SO42–     | 蛋白质与辅酶的构成部分             |

| 元素 | 摄取形式 | 注释                                 |
| 氯   | Cl-      | 促进根生长                           |
| 硼   | H BO3    | 影响生殖                             |
| 锰   | Mn2+     | 影响一些酶的活性                     |
| 锌   | Zn2+     | 涉及到酶与叶绿素的合成               |
| 铜   | Cu+      | 合成木质素的酶需要此元素             |
| 钼   | MoO42-   | 固氮作用，还原硝酸盐类               |
| 镍   | Ni2+     | 在含氮化合物代谢过程中作为酶的辅因子 |

## 东方医学
植物化学被广泛用于中医学（特别是草药）领域。
植物化学技术主要应用于中药或草药中多种化学物质的质量控制，这些化学物质包括：皂苷、生物碱、挥发油、黄酮类化合物与蒽醌类。随着快速且重现性好的分析技术的发展，将高效液相色谱法与不同的检测器相组合（例如色谱检测器（DAD）、示差折射仪（RID）、蒸发光散射检测器（ELSD）等）的技术方法得到了极大的发展。
大多数情况下，中药或草药中的生物活性化合物未被检测出来。因此使用植物化学方法来筛选并分析这些组分是很十分重要的，这并不仅仅为了对生药进行质量控制，更是为了阐明他们的治疗作用机制。现代药理学研究表明了一些药物作用的第一步就是结合到细胞膜上的受体或离子通道上。植物化学中发展出了一种新型的称作生物色谱法的方法。此法将人类红细胞萃取与高效液相色谱这两种技术相组合在一起以筛选出中药中潜在的活性成分。

## 植物化学化合物
许多植物产生化学化合物以防御食草动物。 这些物质通常可用作药物，这些物质在药用植物中的含量和已知药理活性是其使用的科学依据。 下面描述了主要类别的药理活性植物化學成分，以及含有它们的药用植物的实例。在人类定居点通常被用可作药物的杂草包围，例如荨麻，蒲公英和鹅肠菜。

### 生物碱
生物碱是有苦味化学物质，在自然界中非常普遍，并且通常是有毒的。 有几种不同的作用方式作为药物，即是娱乐药物也是医药药物。 不同类别的药物包括阿托品，东莨菪碱和莨菪碱（均来自茄属植物），传统药物小檗碱（来自小檗属和十大功劳属），咖啡因（咖啡屬），可卡因（古柯樹），麻黄碱（麻黃屬） ），吗啡（罂粟），尼古丁（烟草），利血平（蛇根木），奎尼丁和奎宁（金雞納樹），长春胺（小蔓长春花）和长春新碱（长春花）。

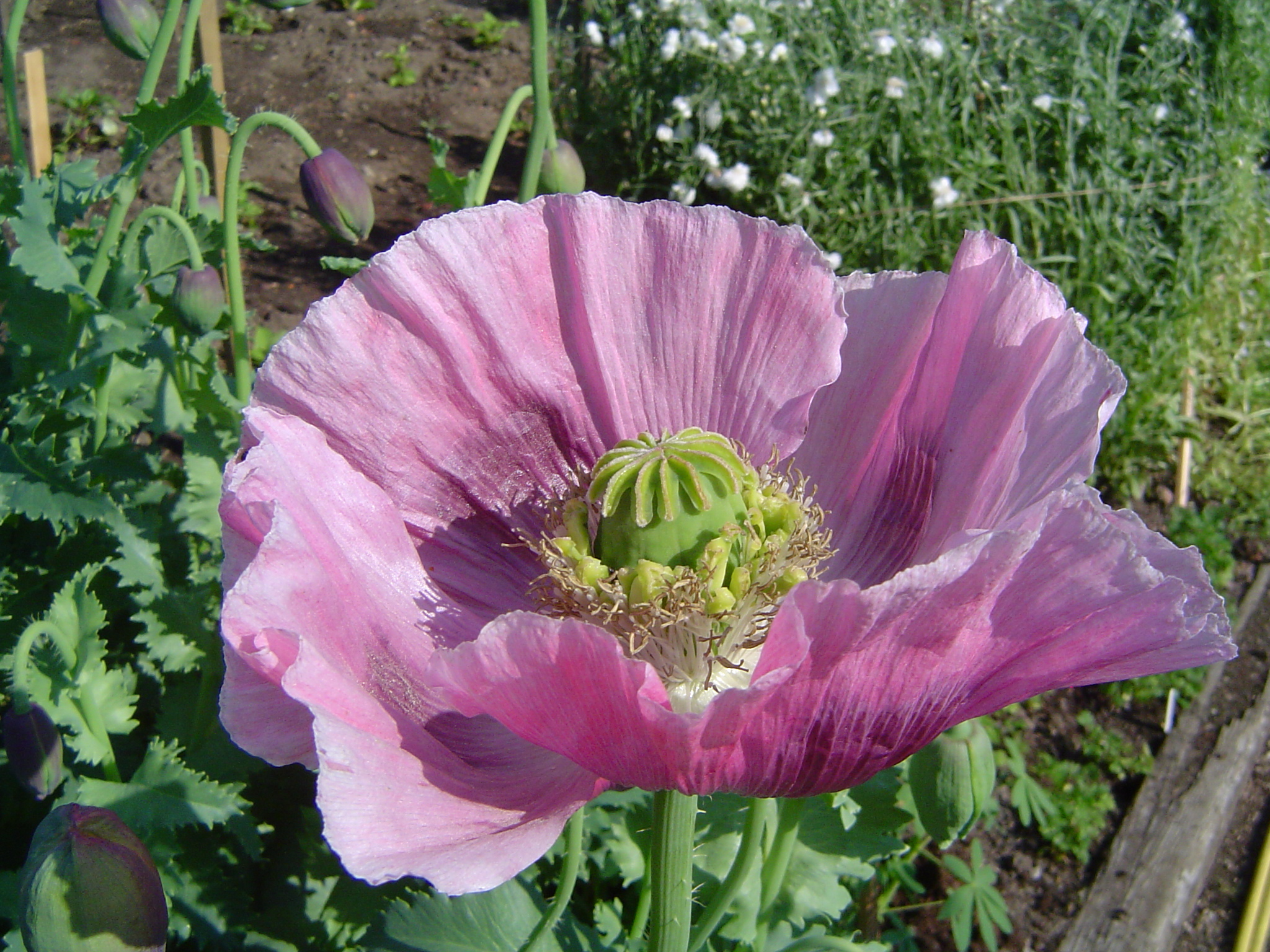
罌粟是生物碱 吗啡和可待因的来源[5]。
来自烟草的生物碱尼古丁直接与身体的烟碱乙酰胆碱受体（英语：Nicotinic acetylcholine receptor）结合，从而解释其药理作用[10]。
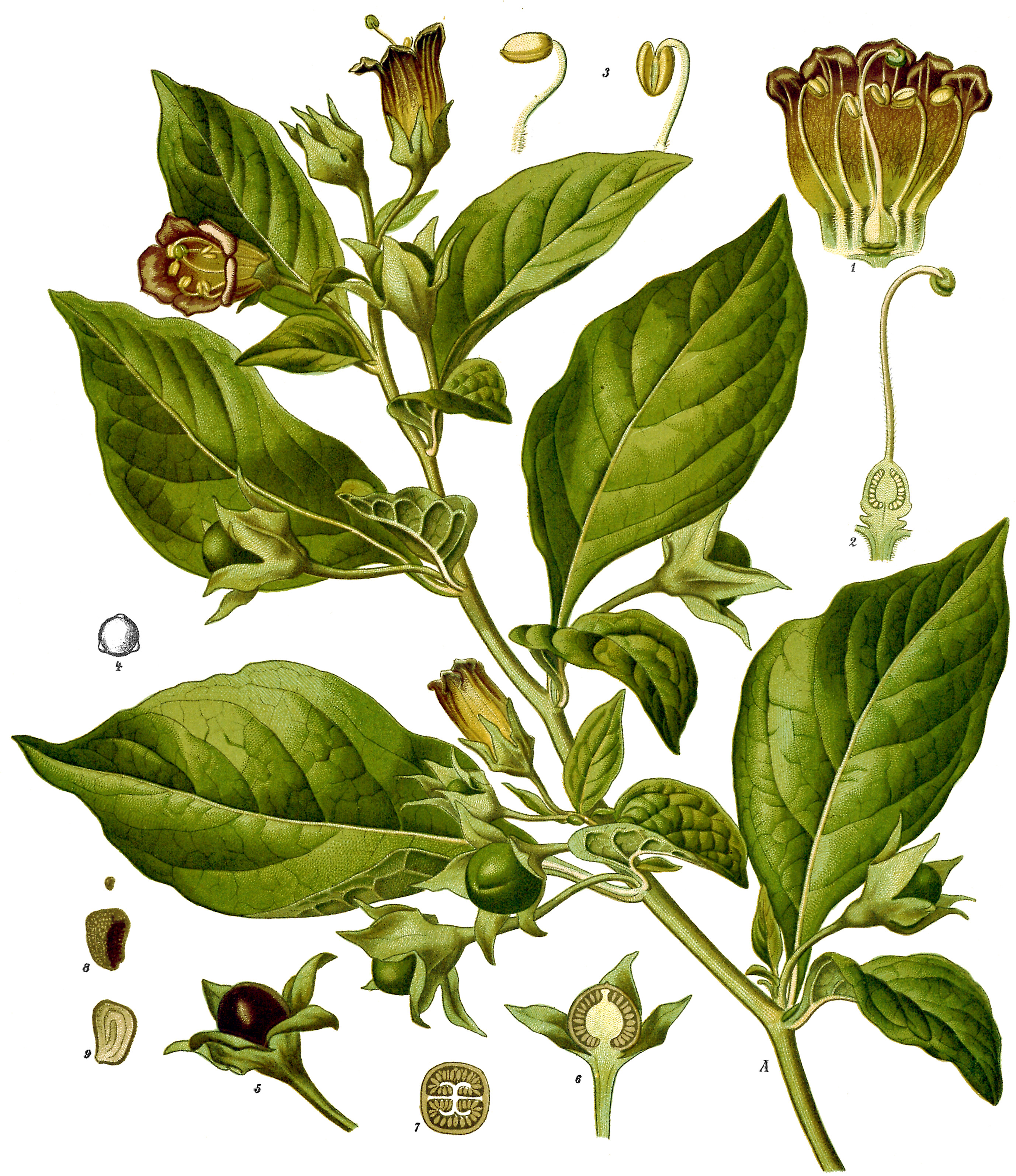
茄属植物颠茄（Atropa belladonna）产生莨菪烷类生物碱，包括阿托品，东莨菪碱和莨菪碱[6]。

### 糖苷
蒽醌糖苷被发现存在于泻药決明屬，大黄和芦荟中。
强心甙是来自植物的强力药物，包括毛地黄和山谷百合。 它们包括支持心脏跳动的地高辛和洋地黄毒苷，并充当利尿剂。

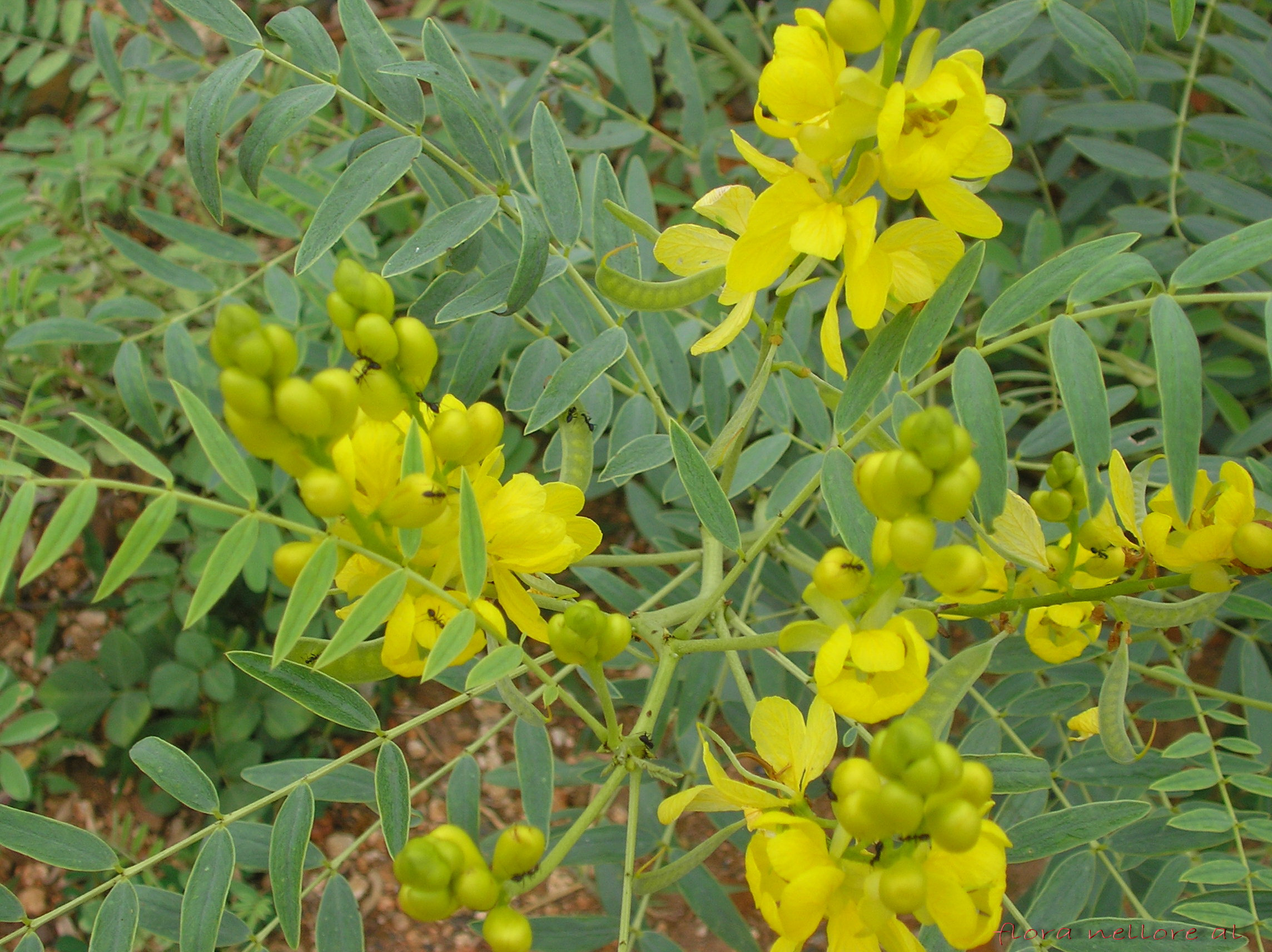
包含蒽醌糖苷的決明屬在几千年来一直被用作泻药[11]。
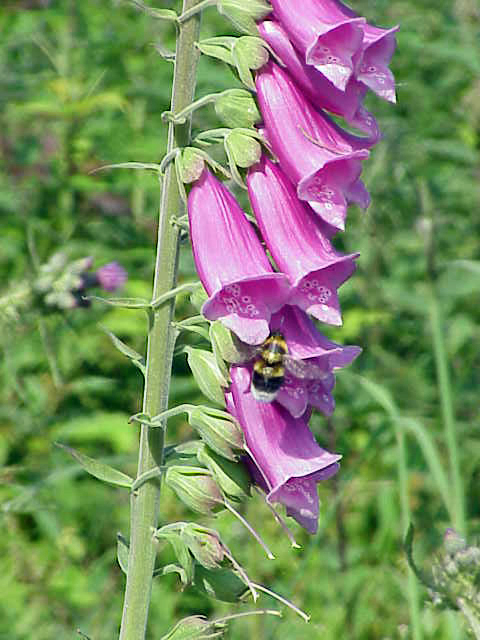
毛地黄属的毛地黄含有地高辛（一种强心甙）。 该植物在被确定糖苷之前很久就被用于治疗心脏病[13][14]。
地高辛用于治疗心房颤动，心房扑动，有时还有心臟衰竭[13]。

### 多酚
几类多酚在植物中广泛存在。 它们包括丰富多彩的花青素，激素模拟植物雌激素和涩单宁。 在阿育吠陀中，石榴的涩皮被用作药物，而来自植物材料如葡萄籽的多酚提取物因其潜在的健康益处而被出售。他们因其不同的抗癌作用而不断在细胞培养物中进行研究。
含有植物雌激素的植物几个世纪来已经被使用于治疗妇科疾病，如生育能力，月经和更年期问题。 这些植物中有葛属葛根，野葛，当归，茴香，和茴芹。

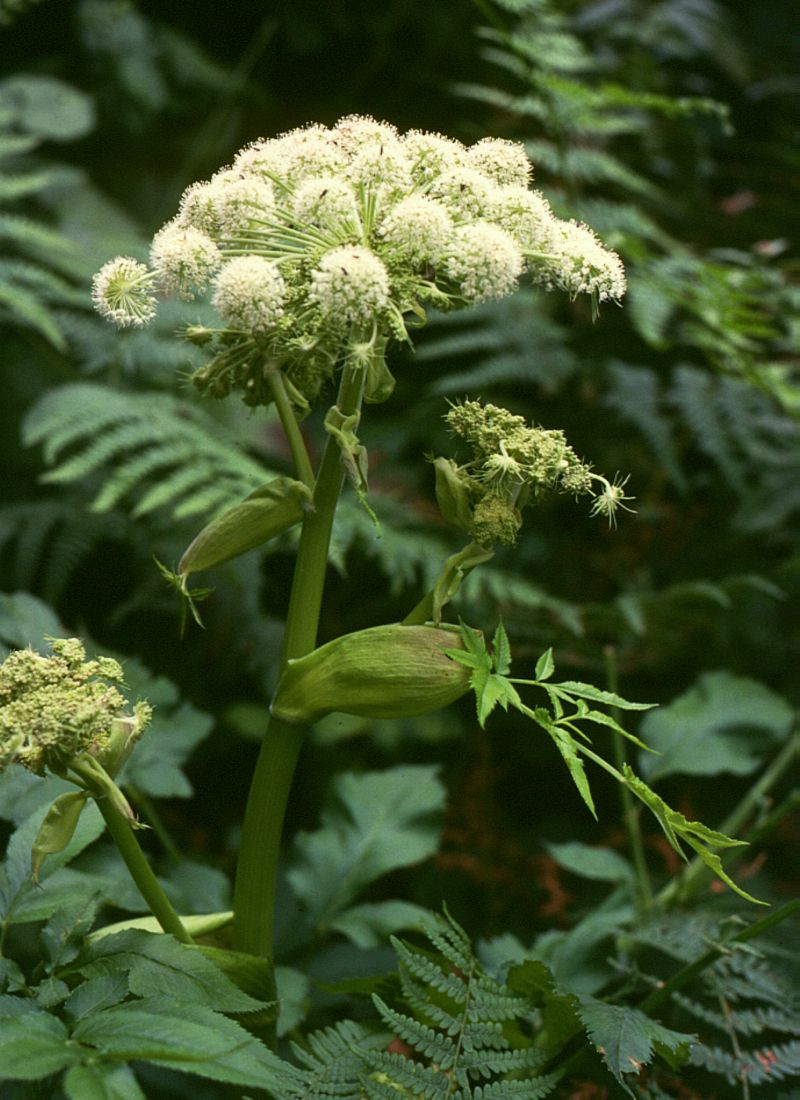
当归含有植物雌激素，长期以来一直用于治疗妇科疾病。
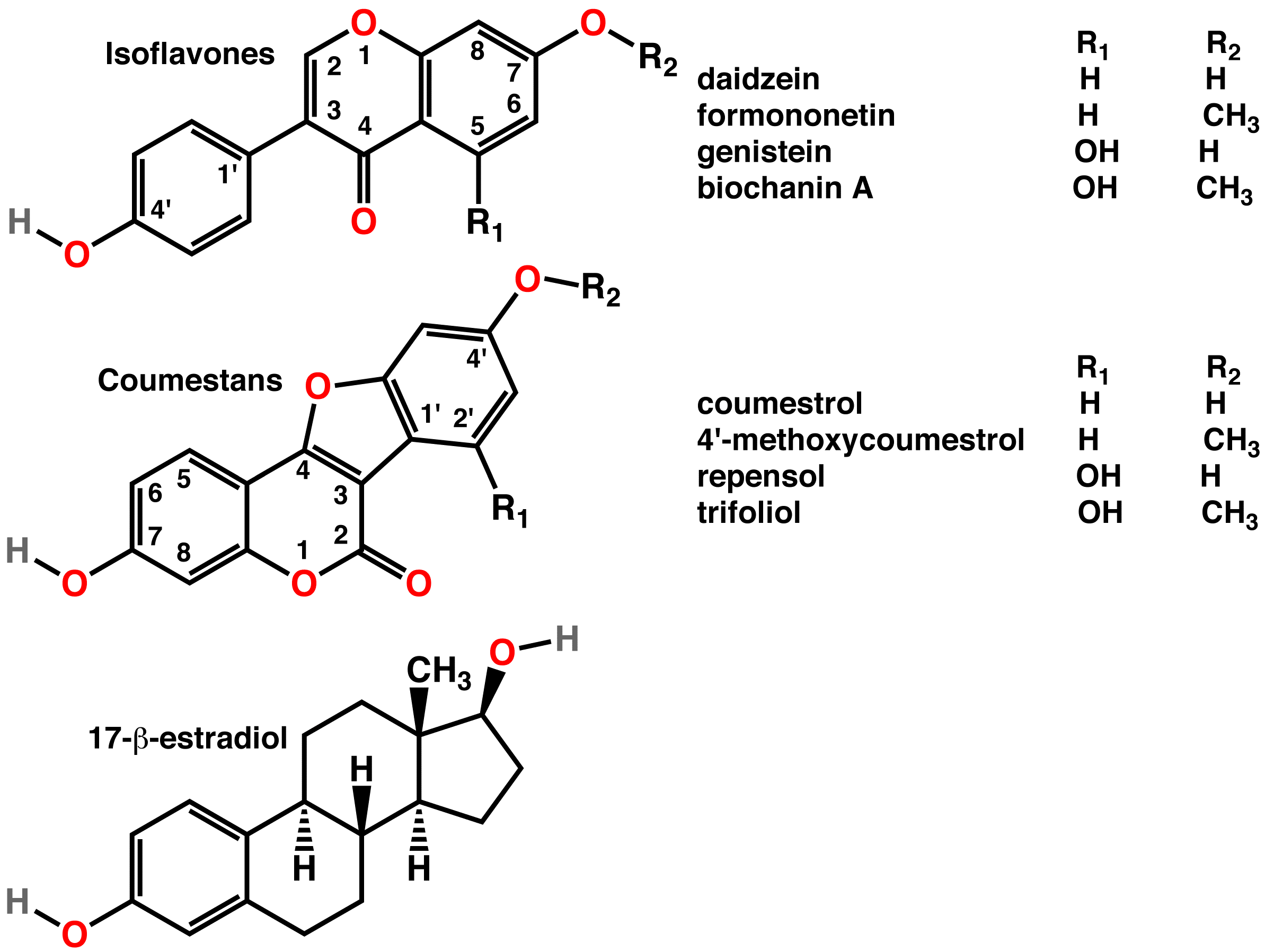
多酚包括植物雌激素（顶部和中部），是动物雌激素的有效模拟物（底部）。

### 萜烯
在例如针叶树的树脂植物中发现了许多种类的萜烯和类萜化合物。 它们具有强烈的芳香性，可以驱除食草动物。 它们的香味使它们可被用于精油，无论是玫瑰和薰衣草等香水，还是芳香疗法。 有些具有药用价值：百里酚是一种抗菌剂，曾被用作驱虫剂（抗蠕虫药）。

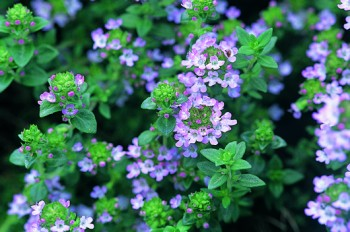
常见的銀斑百里香的精油含有单萜百里酚，一种抗菌药和抗真菌药[27]。
百里酚是植物中被发现的许多萜烯之一[27]。

## 文献
1. ↑  Berberine is the main active component of an ancient Chinese herb Coptis chinensis French, which has been used to attempt to treat diabetes for thousands of years, although there is no sound evidence of efficacy.[7]
2. ↑  Nicotine has "probably been responsible for more deaths than any other herb", but it was used as a medicine in the societies encountered by Columbus and was considered a panacea in Europe, although it is no longer accepted as medicinal.[8]

- Girish Dwivedi; Dwivedi Shridhar.  (PDF). Indian J Chest Dis Allied Sc. 2007, 49: 243–244  [2018-07-13]. （原始内容存档 (PDF)于2008-10-10）.

## 外部連結
- 中草藥化學圖像數據庫 Phytochemical Image Database （页面存档备份，存于） 香港浸會大學中醫藥學院 (中文, 英文)